# Trouble in Paradise (Chlöe)
Trouble in Paradise è il secondo album in studio della cantante e attrice statunitense Chlöe, pubblicato il 9 agosto 2024 da Parkwood Entertainment e Columbia Records.

## Tracce
1. All I Got (Free Falling) – 1:56
2. Might as Well (with Ty Dolla Sign) – 3:22
3. Boy Bye – 3:25
4. Redemption – 1:23
5. Temporarily Single – 3:11
6. Rose – 2:55
7. Favorite (with Anderson .Paak) – 2:32
8. Same Lingerie – 3:16
9. Never Let You Go (with YG Marley) – 3:15
10. Want Me (with Halle) – 4:08
11. Moments – 2:43
12. FYS – 3:27
13. Nice Girls Finish Last – 3:51
14. Strawberry Lemonade – 3:03
15. Shake (featuring Jeremih) – 2:58
16. Somebody – 3:15